# Orobanque

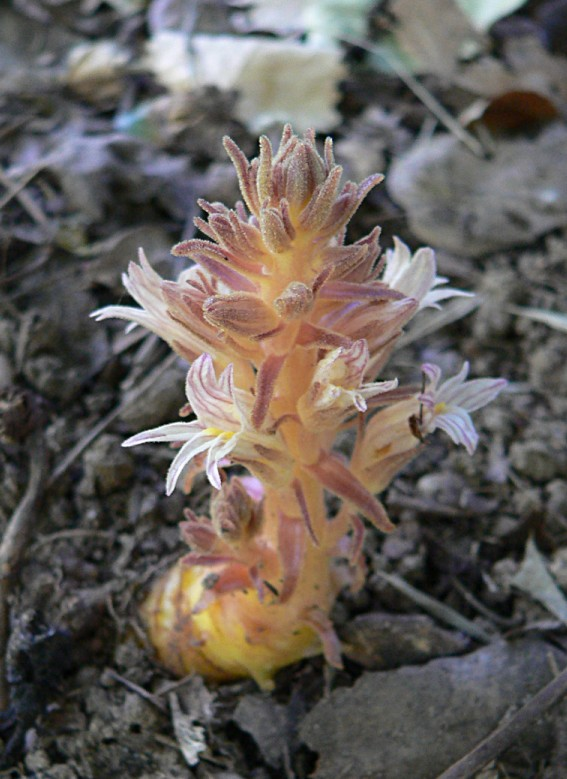
Orobanche sp.

Orobanque o frares (Orobanche) és un gènere amb unes 200 espècies de plantes holoparàsites (paràsites d'altres plantes) herbàcies dins la família Orobanchaceae. Són principalment originàries de les zones de clima temperat de l'hemisferi nord. Algunes espècies abans incloses en el gènere orobanque ara es troben al gènere Conopholis.
Els frares (reben aquest nom per la part de la corol·la que sembla una caputxa) fan de 10 a 60 cm d'alt. La seva tija no té clorofil·la i és blava, blanca o blava. Són difícils d'identificar en les plantes seques d'un herbari botànic. Excepte en l'espèci Orobanche uniflora fan flors en espiga. Com a fulles només tenen unes escates triangulars. Les llavors són minúscules. Són plantes geòfites que només surten per sobre de terra per florir (des de finals d'hivern a la primavera avançada) i fructificar però no ho fan tots els anys.
Depenen totalment de les plantes que parasiten per a nodrir-se. Les seves llavors poden romandre anys en el sòl en estat dorment.
Entre les plantes que parasiten n'hi ha de silvestres (com el romaní) i de cultivades (com les faves) 

## Algunes espècies
(Nota: la llista inclou noms recents que podrien ser en realitat sinònims)
| Orobanche aconiti-lycoctoni Moreno Mor. et al. Orobanche aegyptiaca Pers. (Egyptian Broomrape; Fenzhi Broomrape) Orobanche akiana Honda Orobanche alba Stephan ex Willd. (Thyme Broomrape; Baihua Broomrape) Orobanche alexandri Tineo Orobanche almeriensis A.Pujadas Orobanche alpigena K.Koch Orobanche alsatica Kirschl. (Alsace Broomrape; Duose Broomrape) Orobanche amethystea Thuill. (Eryngium Broomrape) Orobanche amoena C.A.Mey. Orobanche anatolica Boiss. & Reut. Orobanche androssovii Novopokr. Orobanche angelicifixa Peteaux & St.-Lag. Orobanche angustisepala F.W.Schultz Orobanche angustelaciniata Gilli Orobanche arbuti Sennen Orobanche arcuata F.W.Schultz Orobanche arenaria Borkh. (Wormwood Broomrape) Orobanche ariana Gontsch. Orobanche armena Tzvelev Orobanche artemisiae-campestris Vaucher ex Gaudin Orobanche astragali Mouterde Orobanche auranitica Mouterde Orobanche australiana F.Muell. Orobanche austrohispanica M.J.Y.Foley Orobanche badchysensis Novopokr. & V.V.Nikitin Orobanche balearica Sennen & Pau Orobanche ballotae A.Pujadas Orobanche baumanniorum Greuter Orobanche benkertii Rätzel & Uhlich Orobanche berthelotti Webb & Berthel. Orobanche boissieri Rchb.f. Orobanche borbasiana Beck Orobanche borealis Turcz. Orobanche borissovae Novopokr. Orobanche brachypoda Novopokr. Orobanche bracteata Viv. Orobanche brassicae (Novopokr.) Novopokr. Orobanche brevidens Novopokr. Orobanche breviflora F.W.Schultz Orobanche bucharica Novopokr. Orobanche bulbosa Beck Orobanche bungeana Beck Orobanche caerulescens Steph. ex Willd. Orobanche calendulae Pomel Orobanche californica Cham. & Schltdl. Orobanche camptolepis Boiss. & Reut. Orobanche canescens C.Presl Orobanche carnea Guss. Orobanche caryophyllacea Sm. (Bedstraw Broomrape; Simao Broomstraw) Orobanche cathae Deflers Orobanche caucasica Beck Orobanche caudata De Not. Orobanche cernua Loefl. (Nodding Broomrape; Wanguan Broomrape) Orobanche chassia Formánek Orobanche chironii Lojac. Orobanche chrysacanthi Maire Orobanche cilicica Beck Orobanche cistanchoides Beck Orobanche clarkei Hook.f. (Xizang Broomrape) Orobanche clausonis Pomel Orobanche clavata Schiman-Czeika Orobanche clementei C.Vicioso Orobanche coelestis (Reut.) Boiss. & Reut. ex Beck (Changchi Broomrape) Orobanche coerulescens Stephan ex Willd. Orobanche colorata K.Koch Orobanche columbiana H.St.John & English Orobanche comosula Novopokr. Orobanche compacta Viv. Orobanche concreta Rouy Orobanche connata K.Koch Orobanche consimilis Schiman-Czeika Orobanche cooperi (A.Gray) A.Heller (Cooper's Broomrape) Orobanche corymbosa (Rydb.) Ferris (Flat-top Broomrape) Orobanche crenata Forssk. (Bean Broomrape) Orobanche cuprea Boiss. & Balansa ex Boiss. Orobanche curvata Pomel Orobanche cypria Kotschy Orobanche cyrenaica Beck Orobanche cyrnea Jeanm., Habashi & Manen Orobanche densiflora Salzm. ex Reut. Orobanche denudata Moris Orobanche dhofarensis M.J.Y.Foley Orobanche ducellieri Maire Orobanche dugesii (S.Watson) Munz Orobanche ebuli Huter & Rigo Orobanche elatior Sutton (Knapweed Broomrape; Duanchun Broomrape) Orobanche eriophora Bornm. & Gauba Orobanche esulae Pančić Orobanche euglossa Rchb.f. Orobanche fasciculata Nutt. (Cluster Broomrape; Fascicled Broomrape) Orobanche feddei H.Lév. Orobanche felicicola Nakai ex Hyun, Y.S.Lim & H.C.Shin Orobanche flava Mart. ex F.W.Schultz (Butterbur Broomrape) Orobanche foetida Poir. Orobanche fuliginosa Reut. ex Jord. Orobanche fuscovinosa Maire Orobanche gamosepala Reut. Orobanche georgii-reuteri (Carlon et al.) A.Pujadas Orobanche glabrata C.A.Mey. Orobanche glabricaulis Tzvelev Orobanche gontscharovii Novopokr. & Nepli Orobanche gracilis Sm. (Slender Broomrape) Orobanche grandisepala F.W.Schultz Orobanche grayana Beck (Gray's Broomrape) Orobanche grigorjevii Novopokr. Orobanche grisebachii Reut. Orobanche grossheimii Novopokr. Orobanche hadroantha Beck Orobanche haenseleri Reut. Orobanche hederae Duby (Ivy Broomrape) Orobanche helianthemi J.St.-Hil. Orobanche hellebori Miégev. Orobanche hermonis Mouterde Orobanche hirtiflora Tzvelev Orobanche hookeriana Ball Orobanche humbertii Maire Orobanche hydrocotylei Colenso Orobanche hymenocalyx Reut. Orobanche hypertomentosa M.J.Y.Foley Orobanche iammonensis A.Pujadas & P.Fraga Orobanche ianthina Franch. |  | Orobanche icterica Pau Orobanche insignis E.D.Clarke Orobanche insolita Guim. Orobanche interrupta Pers. Orobanche inulae Novopokr. & Abramov Orobanche ionantha Kern. Orobanche irtyschensis Serg. Orobanche karatavica Pavlov Orobanche kashmirica C.B.Clarke ex Hook.f. Orobanche kelleri Novopokr. (Duanchi Broomrape) Orobanche kotschyi Reut. (Yitong Broomrape) Orobanche krylowii Beck (Siduomao Broomrape) Orobanche kurdica Boiss. & Hausskn. Orobanche lactucae Arv.-Touv. Orobanche langei Huter, Porta & Rigo Orobanche lanuginosa (C.A.Mey.) Beck ex Krylov (Mao Broomrape) Orobanche laserpitii-sileris Reut. ex Jord. Orobanche latisquama (F.W.Schultz) Batt. Orobanche lavandulacea Rchb. Orobanche laxissima Uhlich & Rätzel Orobanche leptantha Pomel Orobanche linczevskii Novopokr. Orobanche longibracteata Schiman-Czeika Orobanche lucana Terracc. Orobanche lucorum A.Braun (Barberry Broomrape) Orobanche ludoviciana Nutt. (Prairie Broomrape; Desert Broomrape) Orobanche lutea Baumg. (Medick Broomrape) Orobanche lycica F.W.Schultz Orobanche mariana A.Pujadas Orobanche maritima Pugsley (Carrot Broomrape) Orobanche megalantha Harry Sm. (Dahua Broomrape) Orobanche melitensis Beck Orobanche minor Sm. (Common Broomrape; Clover Broomrape; Lesser Broomrape; Small Broomrape) Orobanche mongolica Beck (Zhonghua Broomrape) Orobanche montserratii A.Pujadas & D.Gómez García Orobanche mulgedii Novopokr. Orobanche multicaulis Brandegee Orobanche mupinensis Hu (Baoxing Broomrape) Orobanche muteliformis F.J.Y.Foley Orobanche myrtilli H.Lév. & É.Labbé Orobanche nikitinii Novopokr. Orobanche nowackiana Markgr. Orobanche obtusata Raf. Orobanche ombrochares Hance (Maoyao Broomrape) Orobanche orientalis Beck Orobanche oxyloba (Reut.) Beck Orobanche ovata Blakelock Orobanche ozanonis Beck Orobanche pachypoda Butkov Orobanche pamim-alaica Gontsch. & Novopokr. Orobanche pancicii Beck Orobanche paralias L.Corb. Orobanche parishii (Jeps.) Heckard Orobanche pedunculata Vell. Orobanche pelargonii Caldesi Orobanche penduliflora Gilli Orobanche perangustata M.J.Y.Foley Orobanche petraea Vell. Orobanche picridis F.W.Schultz (Oxtongue Broomrape) Orobanche pinorum Geyer ex Hook. Orobanche portoilicitana A.Pujadas & M.B.Crespo Orobanche psila C.B.Clarke ex Hook.f. Orobanche psilostemon Novopokr. Orobanche pubescens d'Urv. (Hairy Broomrape) Orobanche pulchra Gilli Orobanche purpurea Jacq. (Yarrow Broomrape) Orobanche pushpitoi M.R.Almeida Orobanche pycnostachya Hance (Huanghua Broomrape) Orobanche ramosa L. (Branched Broomrape; Hemp Broomrape) Orobanche rapum-genistae Thuill. (Greater Broomrape) Orobanche rechingeri Gilli Orobanche reticulata Wallr. (Thistle Broomrape) Orobanche rhaetica Brügger Orobanche riparia L.T.Collins Orobanche rosea Tzvelev Orobanche salviae F.W.Schultz ex Koch Orobanche sanguinea C.Presl Orobanche santolinae Loscos & J.Pardo Orobanche sarmatica Kotov Orobanche schelkovnikovii Tzvelev Orobanche schugnanica Novopokr. Orobanche schultzii Mutel Orobanche schweinfurthii Beck Orobanche schwingenschussii Gilli Orobanche scolymi Pomel Orobanche serbica Beck & Petrovič Orobanche serratocalyx Beck Orobanche sideana Gilli Orobanche sideritis Porta Orobanche sinensis Harry Sm. (Sichuan Broomrape) Orobanche singarensis Beck ex Hand.-Mazz. Orobanche sintenisii Beck Orobanche sogdiana Novopokr. Orobanche solenanthi Novopokr. & Pissjauk. Orobanche solmsii C.B.Clarke (Changbao Broomrape) Orobanche sordida C.A.Mey. (Danhuang Broomrape) Orobanche stans Noronha Orobanche stocksii Boiss. Orobanche subverticillata F.W.Schultz Orobanche tacnaensis Mattf. Orobanche tarapacana Phil. Orobanche tetuanensis Ball Orobanche teucrii Holandre (Germander Broomrape) Orobanche todari Lojac. Orobanche transcaucasica Tzvelev Orobanche trichocalyx (Webb & Berthel.) Beck Orobanche trotzkii Wagn. ex Claus Orobanche tunetana Beck Orobanche uniflora L. (Naked Broomrape; One-flower Cancer-root) Orobanche uralensis Beck (Duochi Broomrape) Orobanche ussuriensis Novopokr. Orobanche valida Jeps. Orobanche vallicola (Jeps.) Heckard Orobanche viridis Hazsl. Orobanche vitellina Novopokr. Orobanche weberbaueri Mattf. Orobanche wiedemanni Boiss. Orobanche xanthostachya Novopokr. Orobanche yunnanensis (Beck) Hand.-Mazz. (Dianlie Broomrape) 75% |  |

Fonts de la llista :